# Pseudemys nelsoni
Pseudemys nelsoni – gatunek gada z podrzędu żółwi skrytoszyjnych z rodziny żółwi błotnych (Emydidae).
Systematyka
Gatunek ten opisał w 1938 roku Archie Carr, nadając mu nazwę Pseudemys nelsoni. Dawnej takson ten często traktowany był jako podgatunek żółwia czerwonobrzuchego (Pseudemys rubriventris).
Opis
Plastron pomarańczowy lub czerwony, z wiekiem blaknie. Na karapaksie u młodych żółwików zauważalny kil, u starszych osobników zanika. Rysunek na karapaksie bardzo kontrastowy. Skóra ciemna z żółtymi pasami wzdłuż kończyn, ogona i szyi. Przypuszcza się, że osiągają wiek do 40 lat.
Rozmiary
U tego gatunku występuje dymorfizm płciowy. Samice są znacznie większe od samców i osiągają do 37,5 cm (samce do 30 cm).
Biotop
Bagna, moczary, jeziora, stawy, wolno płynące rzeki czy wiosenne rozlewiska.
Pokarm
Gatunek roślinożerny, dorosłe osobniki żywią się roślinami wodnymi.
Rozmnażanie
Okres lęgowy od maja do sierpnia. Samica składa jaja od 3 do 6 razy w roku, po 7–26 jaj. W środowisku naturalnym samica często składa jaja w kopcach lęgowych aligatorów.
W środowisku naturalnym zauważono hybrydy pomiędzy gatunkami Pseudemys nelsoni i Pseudemys concinna.
Występowanie
Południowa Georgia i Floryda (południowo-wschodnie USA); introdukowany w Teksasie.